# Can Xarric (Santa Maria de Palautordera)
Can Xarric és una casa de Santa Maria de Palautordera (Vallès Oriental) protegida com a Bé Cultural d'Interès Local.

## Descripció
Es tracta d'una casa entre mitgeres de carener paral·lel a la façana, planta baixa i pis. Els murs, que són de paredat, estan arrebossats. La porta és de llinda plana de grans dimensions i feta amb grans carreus regulars de pedra granítica, el mateix que les dues finestres que són de llinda plana, sense decorar, amb l'ampit motllurat. Fou restaurada fa escassos anys.